# Ilha de São Martinho
São Martinho (por vezes grada nas formas apocopadas São Martim ou São Martin, ou em inglês: Saint Martin) (em francês: Saint-Martin; em neerlandês: Sint Maarten) é uma ilha do nordeste das Antilhas localizada 250 km ao norte do arquipélago de Guadalupe e 240 km a leste de Porto Rico. Seu território é compartilhado por dois países:
- a porção setentrional, que constitui uma coletividade ultramarina desde 2007, pertence à República Francesa;
- a porção meridional, que até 2010 integrou as Antilhas Neerlandesas,[23] pertencendo, assim, aos Países Baixos, tem agora administração autônoma, sendo um país pertencente ao Reino dos Países Baixos.

## Etimologia e uso
A ilha foi descoberta por Cristóvão Colombo, quando de sua segunda vinda às Américas, ao passar com sua frota ao largo da ilha em 11 de novembro de 1493, dia de São Martinho de Tours. Em homenagem ao Santo do dia (em espanhol, San Martín), o navegador deu à ilha o nome de San Martín - que mais tarde viria a ser traduzido pelos colonizadores franceses a Saint-Martin, e pelos neerlandeses a Sint Maarten.
Embora em português a União Europeia adote a forma "São Martinho", é comum o uso da forma inglesa Saint Martin, ou das formas apocopadas do nome português: São Martim e São Martin.

## História
Os primeiros traços de povoamento remontam a 4000 a.C. Por volta do ano 800, a ilha estava na zona de povoamento dos índios tainos (aruaques). No século XIV, aqueles índios foram substituídos pelos caribes. Há atualmente diversos sítios arqueológicos na ilha relativos às duas etnias.
Entre 11 e 13 de novembro de 1493, no retorno de São Domingos e ao passar ao largo da ilha com sua frota de 17 navios, Cristóvão Colombo lhe teria dado o nome do santo que se festejava naquela data (São Martinho de Tours, em 11 de novembro). A tradição local refere-se à ilha com dois nomes em língua caribe: Ualichi ("ilha do sal") e Sualiga ("ilha das mulheres").
Em julho de 1631, após diversas missões de reconhecimento em busca de salinas naturais, os neerlandeses instalaram uma pequena guarnição de 30 homens e quatro canhões numa península da Grande Baía (sítio da atual Philipsburg). Algumas famílias francesas advindas da colônia da ilha de São Cristóvão passaram a cultivar tabaco na porção oriental de São Martinho.
Em 1638, com o fito de proteger a sua hegemonia regional, os espanhóis atacaram a guarnição neerlandesa, instalaram-se no local e ali construíram um forte, com uma pequena guarnição ligada a Porto Rico. Em 1644, este forte repeliu um ataque chefiado pelo famoso capitão neerlandês Peter Stuyvesant.
Após este ataque, os espanhóis desmantelaram o forte e abandonaram a ilha, ali deixando alguns franceses e neerlandeses que se apressaram em avisar os seus respectivos governos (São Cristóvão para os primeiros, Santo Eustáquio para os segundos), ambas as partes decidiram transigir e dividiram a ilha em duas zonas de soberania distintas, ao mesmo tempo em que fixaram regras de cooperação mútua.
Em 23 de março de 1648, assinaram o tratado de partilha o cavaleiro Roberto de Lonvilliers de Poincy, em nome do rei da França, e o capitão-mor Martin Thomas, em nome do príncipe de Orange. Este acordo nunca foi revogado e continua em vigor, apesar de múltiplos incidentes no curso dos últimos 350 anos.
A Paz de Vestfália, de 24 de outubro de 1648, pôs fim às pretensões territoriais espanholas sobre as Pequenas Antilhas.
A história registra diversos ataques de piratas, bem como vários episódios de ocupação militar britânica (1690, 1781, 1801 e 1810), devido aos conflitos e alianças na Europa.
A economia da ilha baseou-se sucessivamente no tabaco, no indigueiro (base do corante índigo), na cana de açúcar, no sal, na pecuária e, a partir de 1965, no turismo.
A porção meridional, que até 2010 integrou as Antilhas Neerlandesas, pertencendo, assim, aos Países Baixos, tem agora administração autônoma, sendo um país pertencente ao Reino dos Países Baixos.
Em setembro de 2017 a ilha sofreu as consequências do terrível furacão Irma, que destruiu parcialmente a ilha, causando evacuações em massa, devido à insuficiência da ilha em vários aspectos após a passagem do furacão.

## Geografia

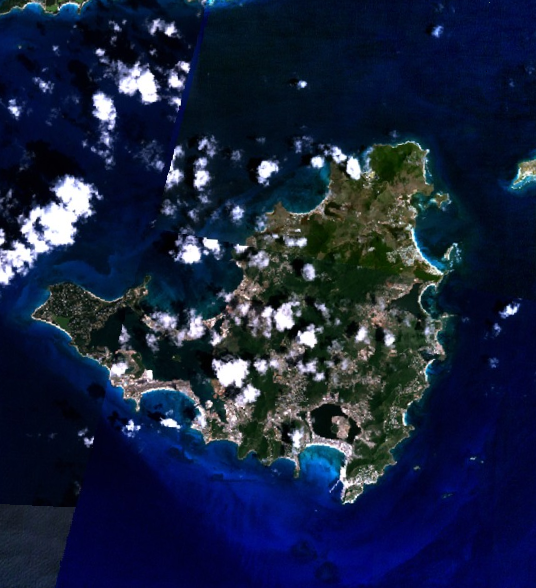
Imagem da ilha pelo satélite Landsat 7 da NASA.

A área da ilha é de 87 km², com 34 km² no lado neerlandês e 53 km² na parte francesa. As ilhas vizinhas mais próximas de São Martinho são Anguila (a norte, da qual está separada pelo Canal de Anguila) e São Bartolomeu. Saba, Santo Eustáquio, São Cristóvão e Neves estão mais distantes, mas são visíveis. Há uma dúzia de ilhotas ao redor; a mais turística é Pinel, com suas três praias, ademais de Tintamarre, a três km da costa de São Martinho.
O litoral da ilha é cortado por diversas baías com cerca de 30 praias de areia branca, embora algumas baías apresentem apenas seixos. Há muitas lagunas de água salobra, como Grand Étang de Simsonbaai, Great Bay, Étang aux Poissons, Étang de Grand-Case, Étang Chevrise, Étang Guichard e Grand Étang des Terres Basses, que se formaram no fundo de baías por barreiras de areia. O restante do litoral apresenta falésias abruptas que podem chegar a quatro metros de altura.
Exceto por diversas planícies aluviais costeiras e de fundos de vales, o relevo é montanhoso, com encostas inclinadas, e se constitui de muitas colinas e de uma dobra no sentido norte-nordeste-sul-sudoeste. As cristas apresentam uma altitude média de 300 m. O ponto culminante é o pico Paradis ("paraíso", em francês), com 414 m de altitude, na zona francesa.
Uma estrada principal contorna a ilha pela costa, para evitar as colinas.
Há algumas pequenas fontes de água. A ilha não possui cursos d'água perenes, mas ravinas geralmente secas que podem se tornar torrenciais devido a tempestades ou ciclones. Os lençóis freáticos das planícies são mais ou menos salobros.
As vias de comunicação são marítimas, com dois portos comerciais, e aéreas, com o aeroporto internacional Princess Juliana/SXM (na parte neerlandesa) e o aeródromo regional Espérance (na porção francesa).

### Clima
A ilha possui um clima oceânico da zona intertropical de convergência. Há uma estação chamada de "seca" (de fevereiro a setembro) e outra de "úmida" (de outubro a janeiro), por vezes com fortes chuvas e ciclones. Ao longo do ano, em geral a temperatura varia de 24 °C a 31 °C e raramente é inferior a 22 °C ou superior a 33 °C. °C. A temperatura do mar é constante entre 25º e 28 °C. A precipitação anual média é de 866 mm.

### Furacão Irma (2017)
Entre os dias 6 e 7 de setembro de 2017, a ilha foi devastada pelo Furacão Irma, de categoria 5, o mais forte já presenciado na região. 10 mortes foram registradas e segundo publicações do jornal estadunidense The Washington Post, 95% das estruturas na metade francesa foram destruídas, seguidos de 75% na parte neerlandesa. Hoje a ilha está se recuperando após do furacão.

### Flora e fauna
Com o início da colonização, a partir de 1648, a vegetação original foi totalmente degradada pelas atividades humanas, como a agricultura, a abertura de pastos por queimadas e a exploração das árvores para a construção e a fabricação de carvão. Atualmente, fora das áreas urbanas, a cobertura vegetal consiste de florestas secundárias em grande medida xerófilas segundo a exposição e a altitude, matas secas e espinhosas de acácia e restos de savana dominadas por capim alto (Panicum maximum).
A fauna mamífera selvagem limita-se ao morcego, ao racoon, ao mangusto e aos ratos e camundongos. Há mais de cem espécies de aves (marinhas, litorâneas e terrestres). Quanto aos répteis, encontram-se na ilha jabutis, lagartos, lagartixas, iguanas e duas espécies inofensivas de serpentes. Há duas espécies de rãs, bem como borboletas e pernilongos, como o Aedes aegypti, vetor da dengue e da febre amarela.

## Demografia
As principais cidades da ilha são Philipsburg, no lado neerlandês, e Marigot, na porção francesa. A população residente total de São Martinho é de aproximadamente 85 000 habitantes e a densidade demográfica, de 814,2 hab./km². A população oficial da parte neerlandesa é de 50 000 habitantes, contra 35 000 no lado francês. A população flutuante é de um milhão de turistas por ano.
Ao lado das duas línguas oficiais (francês e neerlandês), o inglês é amplamente utilizado e o espanhol ganha importância, devido à imigração da República Dominicana.
Nenhum dos dois territórios de São Martinho possuía códigos territoriais ISO 3166-1 antes de 2007. Em fevereiro daquele ano, o status do lado francês foi alterado para o de uma Coletividade ultramarina, recebendo a designação ISO 3166-1 de MF em outubro de 2007. O status do lado neerlandês deverá mudar para o de um país dentro do Reino dos Países Baixos a partir de dezembro de 2008.

## Infraestrutura
A ilha contém um aeroporto internacional, o Aeroporto Internacional Princesa Juliana, de ICAO TNCM, no lado neerlandês.
Esse aeroporto é muito famoso porque uma de suas cabeceiras, a 10, fica bem próxima a uma pequena praia (Maho Beach - Praia Maho) e grandes aeronaves operaram naquele aeroporto (como o Boeing 747-400 (KLM), Airbus A340-300 (Air France), Boeing 727-200 (Amerijet), Boeing 757-200 (American Airlines, Continental Airlines, U.S. Airways), etc.) passando muito baixo por conta das operações de pouso.
O aeroporto conta com uma pista única (cabeceira 10-28) com 2 300 metros e está capacitado para receber aeronaves de grande porte.
Atualmente, a KLM deixou de operar com o Boeing 747 passando a operar com o Airbus A330 200 e a sua parceira Air France-KLM passou a também operar com o Airbus A330 pós furacão Irma.
Já as americanas, a Delta Air Lines opera com Boeing 737 na variante 700 e com o Boeing 757-200 para Atlanta, Nova Iorque. Já a American Airlines opera com o Airbus A320, Airbus A319, Boeing 737-800 e o Boeing 757, para Miami, Philadelphia, Charlotte (Carolina do Norte), Nova Iorque (sazonal). A United Airlines opera somente com o Boeing 737-700 para Newark (Nova Jérsia) e sazonalmente para Chicago. A JetBlue Airways opera com o Airbus A320 para Fort Lauderdale, Nova Iorque e Boston. A Spirit Airlines opera voos com o Airbus A319 e Airbus A320 dependendo da demanda para Fort Lauderdale.
O lado francês também conta com um aeroporto regional, o Grand Case (TFFG), onde alguns aviões da Air Caraïbes e da pequena companhia St. Barths Commuter operam voos regulares e é considerado um dos aeroportos mais insanos e perigosos do mundo.

## Desportos
- Seleção de Saint Martin de Futebol
- Seleção de Sint Maarten de Futebol